# Morfeu

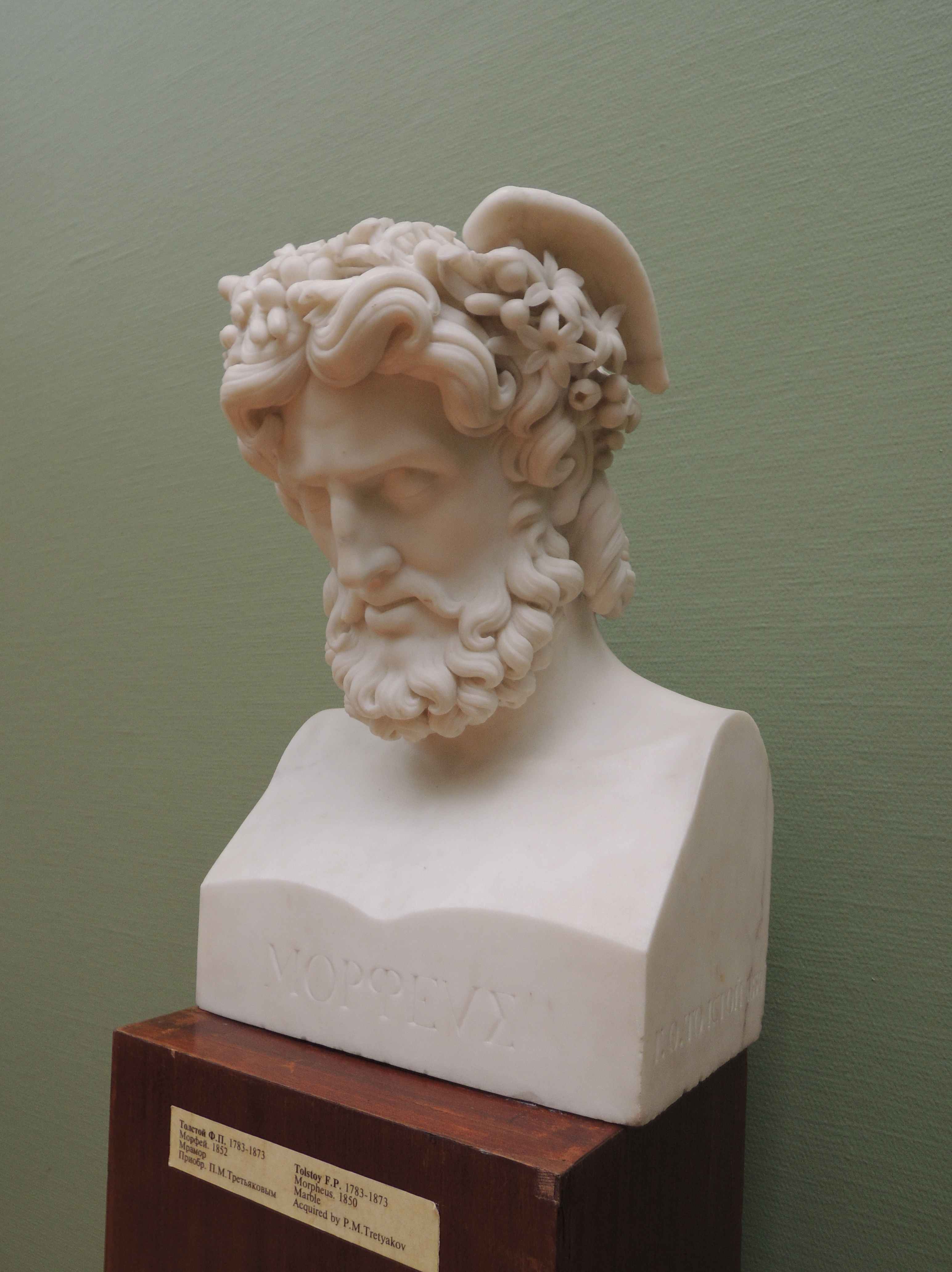
Morfeu per F.Tolstoy (1852)

Morfeu (en grec antic Μορφεύς) és el déu grec dels somnis.
Fill d'Hipnos i Nix i germà de Tànatos (la mort o somni etern), provoca en els éssers humans visions mentre dormen (d'aquí l'expressió "caure en braços de Morfeu"). El seu nom prové de morphé, forma, ja que en podia adoptar qualsevol per aparèixer dins els pensaments dels mortals. Tenia dues ales grosses i ràpides, com la majoria de les divinitats del son i dels somnis, que li servien per desplaçar-se ràpidament sense fer soroll, i el transportaven als confins de la Terra. Dormia en un llit de banús. Com que en alguns somnis revelava el destí als homes, Zeus el castigà amb la mort. Del seu nom deriva la paraula morfina «la droga que adorm».